# Pietro Benedetti (calciatore)
Pietro Benedetti (Roma, 1º luglio 1926 – Roma, 30 maggio 2022) è stato un calciatore italiano, di ruolo portiere.

## Carriera

### La militanza nella Roma
Nel periodo in cui militò nell'Albatrastevere, venne notato dalla Roma durante un'amichevole tra i giallorossi e l'Albaerotecnica giocatasi il 22 aprile 1945: in quell'occasione Benedetti si rese protagonista di alcune buone parate e la partita terminò a reti bianche.
La Roma decise di acquistarlo l'anno successivo e Benedetti scoprì di essere stato ingaggiato dal club romano tramite i giornali e decise di presentarsi lui stesso presso la sede della società.
Durante i primi tre anni in giallorosso non giocò mai vista la forte concorrenza. Il 9 ottobre 1949 esordì in Serie A contro il Bologna e in quell'occasione la Roma vinse per tre a uno. Successivamente giocò altre sei partite ma fu costretto a fermarsi a causa di un infortunio alla testa occorsogli durante la partita contro la Lucchese. Successivamente non disputò più alcuna partita con la Roma dove rimase fino al 1952 prima di trasferirsi al Grosseto.

## Statistiche

### Presenze e reti nei club
| Stagione        | Squadra         | Campionato      | Campionato | Campionato | Coppe nazionali | Coppe nazionali | Coppe nazionali | Coppe continentali | Coppe continentali | Coppe continentali | Altre coppe | Altre coppe | Altre coppe | Totale | Totale |
| Stagione        | Squadra         | Comp            | Pres       | Reti       | Comp            | Pres            | Reti            | Comp               | Pres               | Reti               | Comp        | Pres        | Reti        | Pres   | Reti   |
| --------------- | --------------- | --------------- | ---------- | ---------- | --------------- | --------------- | --------------- | ------------------ | ------------------ | ------------------ | ----------- | ----------- | ----------- | ------ | ------ |
| 1946-1947       | Roma            | A               | 0          | 0          |                 | -               | -               | -                  | -                  | -                  |             | -           | -           | 0      | 0      |
| 1947-1948       | Roma            | A               | 0          | 0          |                 | -               | -               | -                  | -                  | -                  | -           | -           | -           | 0      | 0      |
| 1948-1949       | Roma            | A               | 0          | 0          |                 | -               | -               | -                  | -                  | -                  | -           | -           | -           | 0      | 0      |
| 1949-1950       | Roma            | A               | 7          | -13        |                 | -               | -               | -                  | -                  | -                  | -           | -           | -           | 7      | -13    |
| 1950-1951       | Roma            | A               | 0          | 0          |                 | -               | -               |                    | -                  | -                  |             | -           | -           | 0      | 0      |
| 1951-1952       | Roma            | B               | 0          | 0          |                 | -               | -               | -                  | -                  | -                  | -           | -           | -           | 0      | 0      |
| Totale carriera | Totale carriera | Totale carriera | 7          | -13        |                 | -               | -               |                    | -                  | -                  |             | -           | -           | 7      | -13    |